# Thomas Francis McNamara
Thomas Francis McNamara, RIAI, RIBA, (1867–1947) foi um arquiteto eclesiástico católico romano irlandês ativo durante o final do século XIX até meados do século XX na Irlanda, que projetou muitos hospitais e igrejas católicas romanas. Foi aluno e posteriormente assistente administrativo de William Hague Jr., sócio dos escritórios de arquitetura Hague e McNamara e, posteriormente, T.F. McNamara. Ele era pai dos arquitetos N.P. McNamara e Charles G. McNamara, que eram sócios de sua empresa desde os anos 1920, este último incorporou sua prática à sua.
No escritório de William Hague, um arquiteto que projetou muitas igrejas católicas romanas, em geral no estilo gótico francês, McNamara passou de aluno a assistente administrativo. Hague morreu em 1899, o ano em que o Sagrado Coração de Omagh foi dedicado e, consequentemente, foi "uma culminação do incrível catálogo [de Haia] de projetos eclesiásticos concluídos e seu campeonato contínuo do estilo neogótico", de acordo com Richard Oram em Expressions of Faith-Ulster's Church Heritage. Após sua morte, seu parceiro T.F. McNamara assumiu a maioria de suas encomendas. Posteriormente, Hague "formou uma sociedade comercial com a viúva de Haia, exercendo-se como Haia &amp; McNamara até cerca de 1907", altura em que exerceu com o seu próprio nome a firma TF McNamara, que se aventurou mais na arquitetura hispano-românica. Seu escritório estava localizado na Dawson Street, Dublin até 1911 e nos números 50, e 5 de 1927 até sua morte; trabalhando na 192 Great Brunswick Street, Dublin de 1911 a 1927.
Em 1912, ele foi nomeado arquiteto para o Dublin Joint Hospital Board.

## Trabalhos
- Igreja Católica Romana do Sagrado Coração, Omagh (1892-1899), projetada no estilo gótico francês e construída pelos Irmãos Colhoun de Derry pelo preço do contrato de 46.000 libras.[3][4][5]
- Hospital Municipal em Mullingar, iniciado em 1933.
- St Eunan's College, Letterkenny, Condado de Donegal.